# Río Cachapoal
Der Río Cachapoal ist ein ca. 172 km langer Fluss in Zentral-Chile in der Region VI Región del Libertador General Bernardo O’Higgins.

## Verlauf
Der Río Cachapoal entspringt nördlich des 4008 Meter hohen Berges Yeso in den Andenkordilleren. Er erreicht die großen Thermalquellen Termas de Cauquenes und durchfließt dann die Hauptstadt der Region, Rancagua. Schließlich mündet er zusammen mit dem Río Tinguiririca in die 80 km² große Talsperre Rapel, von wo sein Wasser über den Río Rapel zum etwa 50 km entfernten Pazifik geführt wird. Die Flüsse und Stauseen dienen neben der Wasserversorgung hauptsächlich zur Energiegewinnung.

## Nebenflüsse
Río Cortaderal, Río Blanco und Río Coya

## Größere Städte in Flussnähe
Rancagua, Coltauco, Peumo, Las Cabras

## Geschichte
Die Inkas siedelten in der Nähe von Rancagua an einem Ort namens Copequén. Diese Siedlung unterstand dem Inka in Cuzco. 1580 beschlossen die Spanier, mit der Doktrin von Rancagua eine Stadt zu gründen.

## Wirtschaft
Die Gegend um den Río Cachapoal ist sehr landwirtschaftlich geprägt. Angebaut werden hauptsächlich Weintrauben, Äpfel, Sonnenblumen, Tabak, Tomaten und Mais. Neben der Landwirtschaft wachsen in der Gegend Boldos und Pellin-Scheinbuchen (Nothofagus obliqua). Der Kupferbergbau spielt eine wichtige Rolle (z. B. El Teniente-Bergwerk).